# Смилга, Иван Иванович
Ива́н Ива́нович Сми́лга (латыш. Jānis Smilga; 1898 — январь 1918) — боец 1-го Московского отряда Красной гвардии, рабочий завода «Рускабель».

## Биография
Родился в 1898 году в Риге. Национальность — латыш. Отец — рижский металлист. За участие в революции 1905 года отец был сослан в Актюбинск.
С 15-ти лет стал работать на заводе «Рускабель» в Москве (потом «Москабель»). Перед Октябрьской революцией вступил в Коммунистическую партию и записался в Красную гвардию.
Во время октябрьских боёв в Москве в 1917 году участвовал в боях против юнкеров.
После установления Советской власти Смилга вступил добровольцем в 1-й Московский отряд Красной гвардии, который отправлялся на юг России для борьбы с контрреволюцией.
28 декабря 1917 (январь 1918) во время боя за здание банка в городе Екатеринославе Смилга был убит.
Тело Ивана было привезено в Москву и похоронено у Кремлёвской стены.

## Память
В 1920-е годы клубу завода «Москабель» было присвоено имя Ивана Смилги.